# Гаинуша (Арђеш)
Гаинуша (рум. Găinușa) насеље је у Румунији у округу Арђеш у општини Сапата. Oпштина се налази на надморској висини од 283 m.

## Становништво
Према подацима из 2002. године у насељу је живело 197 становника, од којих су сви румунске националности.